# Шмавонян, Арутюн
Арутюн Шмавонян (арм. Հարություն Շմավոնյան; 1750, Шираз, Персия — 9 (21) февраля 1824, Мадрас, Индия) — священник Армянской апостольской церкви и просветитель, считающийся основателем армянской журналистики как издатель и редактор первого армянского периодического издания — журнала «Аздарар».

## Биография
Шмавонян, родившийся в 1750 году в персидском городе Шираз, принял монашество в 1777 году после того, как потерял обоих сыновей. Он решил уединиться в монастыре дервишей-суфиев, где пробыл примерно семь лет. Затем он взял свой посох и направился в Индию, в 1784 году перебравшись в Мадрас (ныне Ченнай).
Его обширные знания (он изучал персидский и арабский языки и литературу, естественные науки, философские и богословские учения) и характер снискали ему любовь и уважение местной армянской общины, так что он остался здесь до конца своих дней в качестве местного священника.
Приобретя опыт в отливке типографских шрифтов, в 1789 году он с несколькими сотрудниками основал второе в городе армянское издательство, издавшее восемь книг на армянском языке (первой из которых было «Мученичество девы Марианэ»). В то время в Мадрасе уже действовала типография Шахамиряна, однако Шмавонян расходился с ним во взглядах.
Будучи знаком с общественно-политическими взглядами Баграмяна, Шахамиряна, Овсепа Эмина, но придерживаясь линии католикоса Симеона, спасение для армян он видел в культурном развитии, связанном с историческими традициями армянской церкви. Идеалом Шмавоняна была монархическая Армения, скрепленная религией и объединённая под предводительством церкви.

## Первая армянская газета

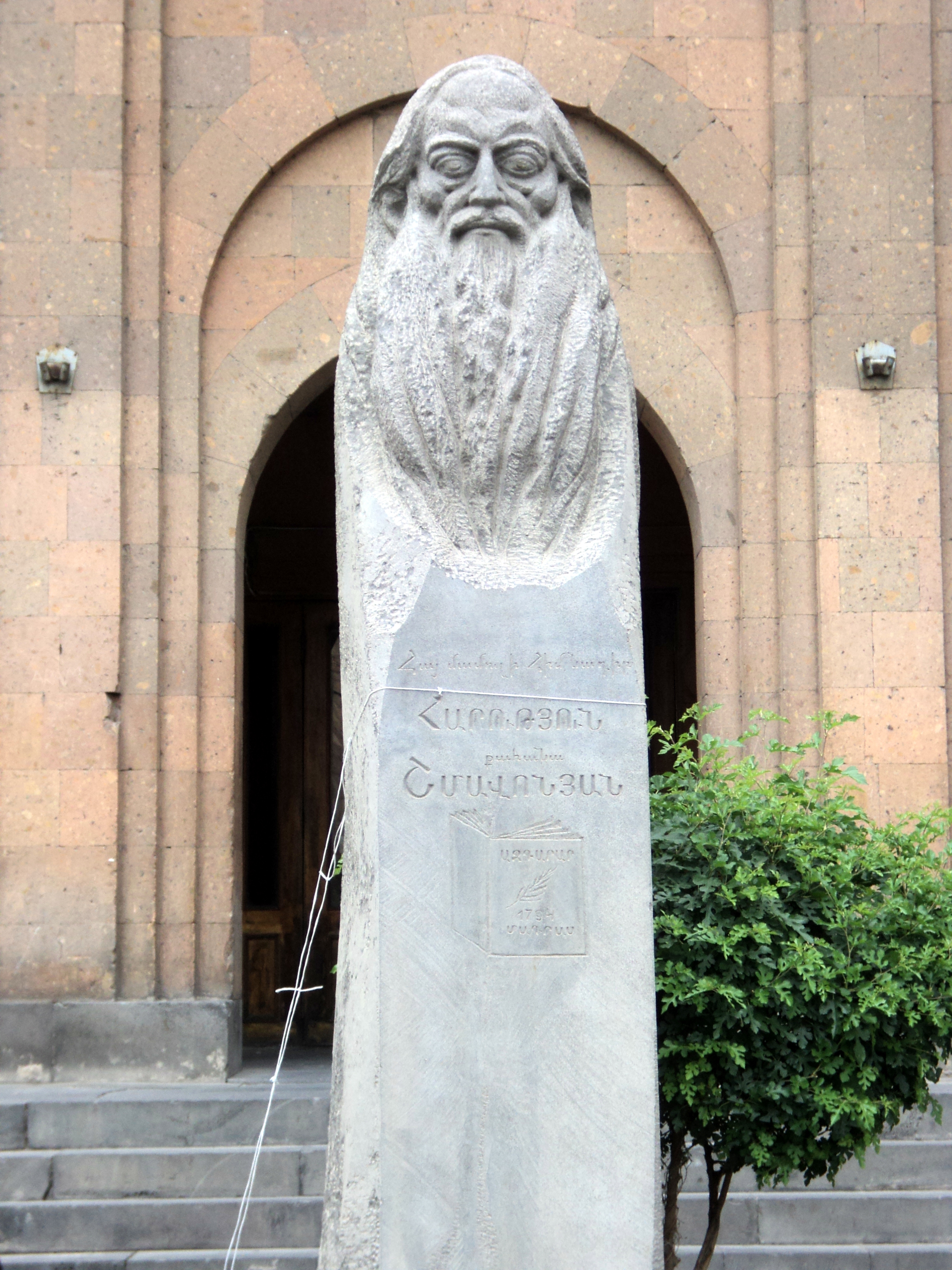
Памятник Шмавоняну по ул. Аршакуняца, Кентрон, Ереван

В последний период своей жизни посвятил себя издательской деятельности. По подобию английских изданий в октябре 1794 года он основал первый в истории периодический печатный орган на армянском языке (на грабаре, хотя часть информации печаталась на джульфинском диалекте армянского разговорного языка) — журнал «Аздарар» (арм. Ազդարար — «Известитель») — и стал в нём редактором и руководителем публицистического раздела. Было заявлено, что будущим читателям журнал будет сообщать необходимые сведения о текущих политических событиях, описывать примечательные новости, обращаться к освещению научных «событий» и новых изобретений. Благодаря своей инициативе отец Шмавонян считается пионером и отцом армянской журналистики.
Будучи неопытным редактором, Шмавонян зачастую бессистемно публиковал свои материалы. Политические материалы (хроника), моральные басни, материалы, взятые из англоязычных газет, разбросаны в различных брошюрках. В журнале, кроме торговых, экономических и политических известий, публиковались художественные произведения, переводы и исторические труды. Печатались также корреспонденции из России, в частности указ Екатерины II об основании для армян города Григориополя.
В «Аздараре» печаталась полемика между двумя армянскими деятелями под именами «Айорди Ай» и «Азгакиц». Между тем, принципиальных расхождений между их взглядами не наблюдается — оба пропагандируют просвещение и совместную борьбу против мракобесия. «Айорди Ай» — более вспыльчивый, критикует пассивность «стариков», всю надежду возлагает на молодёжь. «Азгакиц» остро критикует эгоистичных армянских богачей, предлагает открыть армянские учебные заведения. Предположительно, за обеими масками скрывается один и тот же человек — сам редактор, Арутюн Шмавонян.

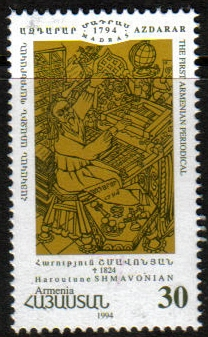
Почтовая марка номиналом 30 армянских драмов, выпущенная почтовым оператором Армении «Айпост» в память об отце Шмавоняне в 1994 году к 200-летней годовщине запуска им «Аздарара»

Финансирование новой публикации было обеспечено поддержкой богатых армян Индии (главным образом торговцев, переселившихся из Нор-Джуга), но число читателей было не очень велико (в начальный период у журнала было всего 28 подписчиков). Шмавонян издал 18 номеров «Аздарара», прежде чем журнал прекратил своё существование в 1796 году.
В следующем году он опубликовал «Книгу определений» Давида Анахта, работа над которой была начата ещё тремя годами ранее. Благодаря его просветительской деятельности появилась среда, занимавшаяся типографским делом, и оно стало востребованным. Так, один из его прежних сотрудников, Мкртум Симеонян, 1803 году напечатал в типографии своего учителя англо-армянский «Маленький словник».
Отец Арутюн Шмавонян умер в 1824 году. Согласно историку Бабаханяну (Лео), он разбазарил церковные и национальные суммы, попал под суд и погиб жестокой смертью. Похоронен у Церкви Пресвятой Девы Марии в Ченнаи.